# Oloron-Sainte-Marie
Oloron-Sainte-Marie (occitană Auloron-Senta-Maria; bască: Oloroe-Donamaria) este un oraș în sudul Franței, sub-prefectură a departamentului Pyrénées-Atlantiques, în regiunea Aquitania. 